# Квинт Емилий Пап
Вижте пояснителната страница за други личности с името Емилий Пап.
Квинт Емилий Пап (на латински: Quintus Aemilius Papus) e политик и военачалник на Римската република през 3 век пр.н.е. Произлиза от фамилията Емилии.
През 282 е консул с Гай Фабриций Лусцин. Той се бие против галското племе боиите в Северна Италия. През 280 пр.н.е. той и колегата му Фабриций отиват с делегация на мирни преговори при цар Пир I на Епир.
През 278 пр.н.е. Емилий е за втори път консул с Гай Фабриций Лусцин. Бие се успешно против луканите, самнитите и брутите. Бие се против Пир I. През 275 пр.н.е. той е цензор.
Баща е на Луций Емилий Пап (консул 225 пр.н.е.).